# Samuel Merwin
Samuel Merwin (Evanston, 6 ottobre 1874 – New York, 17 ottobre 1936) è stato un giornalista, scrittore e commediografo statunitense.
Era fratello del regista e scrittore Bannister Merwin (1873-1922)

## Biografia
Nato in Illinois, a Evanston, il 6 ottobre 1874, Samuel Merwin era figlio di Ella e Orlando Merwin, il direttore delle Poste di Evanston. Samuel frequentò la Northwestern University, sposandosi nel 1901 con Edna Earl Fleshiem. La coppia ebbe due figli, Samuel junior e Banister, e ne adottò un terzo, John.
Il suo primo libro, The Short Line War, pubblicato nel 1899, Merwin lo scrisse insieme a Henry Kitchell Webster. I due collaborarono ancora ad altri due romanzi, Calumet K, del 1901, e Comrade John, del 1907. Dal 1905 al 1911, Merwin lavorò come redattore associato per la rivista Success. Nel 1907, il giornale lo inviò in Cina per un'inchiesta sul commercio di oppio. 
Scrittore popolare, Samuel Merwin fu romanziere, commediografo e scrittore di racconti. Il suo nome appare anche sui cartelloni degli spettacoli di Broadway non solo come autore ma anche come cantante in una messa in scena di Uncle Tom's Cabin (La capanna dello zio Tom) dell'estate 1933.
La zia di Merwin, Frances E. Willard, fu una leader delle suffragette e Samuel, all'inizio, fu uno dei primi sostenitori dei diritti delle donne. Più tardi, però, parve ricredersi quando obiettò che l'emancipazione aveva portato solo a comportamenti sfrenati, abuso di alcool e a ragazze poco vestite.
Samuel Merwin morì di ictus durante una cena al The Player's Club, a Manhattan il 17 ottobre 1936.

## Filmografia

### Sceneggiatore
- Comrade John, regia di Bertram Bracken (1915)
- The Trufflers, regia di Fred E. Wright - romanzo The Trufflers (1917)
- The Door Between, regia di Rupert Julian - romanzo Anthony the Absolute (1917)
- The Honey Bee, regia di Rupert Julian - romanzo (1920)
- Crooked Streets, regia di Paul Powell - storia Dinner at Eight (1920)
- The Passionate Pilgrim, regia di Robert G. Vignola (1921)
- Hush Money, regia di Charles Maigne - storia (1921)
- Jazzland